# Laura Izibor
Laura Izibor, nome completo Laura Elizabeth Arabosa Izibor (Dublino, 13 maggio 1987), è una cantautrice e musicista irlandese di genere r&b, soul e pop. Ha vinto il concorso musicale RTÉ 2fm e successivamente il 2006 Meteor Awards. Si è anche esibita all'Electric Picnic 2006 festival e al Music Ireland 2007.
In concerto, ha aperto le esibizioni in tour di Aretha Franklin, India.Arie, Estelle, Maxwell e John Legend. Il suo album di debutto, Let the Truth Be Told, è stato distribuito in Irlanda l'8 maggio 2009, in Regno Unito il 18 maggio e in USA il 16 giugno seguente.
Il suo stile si ispira a quello dei grandi del blues: James Brown, Aretha Franklin e Carole King. Ma soprattutto a Phil Lynott, Roberta Flack, Nina Simone, Candi Staton e Thin Lizzy.
Una sua canzone, Carousel, è stata inserita nella colonna sonora del film del 2007 P.S. I Love You, diretto da Richard LaGravenese.

## Biografia
Laura Izibor quarta di cinque fratelli, è nata da madre irlandese, di nome Trish, e da padre nigeriano, Saul. I suoi genitori si separarono quando lei aveva sette anni; cresciuta dalla madre, da bambina si è dovuta confrontare, anche in ambito scolastico, con la discriminazione razziale.

## Carriera
Quando aveva tredici anni, dopo aver cantato in uno spettacolo teatrale scolastico il classico When You Believe, noto duetto di Mariah Carey e Whitney Houston, ha deciso di avvicinarsi in maniera professionale alla musica, iniziando a comporre canzoni e imparando a suonare il pianoforte. A quindici anni ha vinto il talent show indetto dal servizio pubblico televisivo Raidió Teilifís Éireann (RTÉ) per la stazione radio RTÉ 2fm. La canzone vincitrice da lei presentata, Compatible, ha registrato un buon successo anche in virtù di numerosi passaggi in radio; la RTÉ ha anche filmato un documentario su Izibor dopo la vittoria al concorso.
A 17 anni Izibor è stata scrittura dalla Jive Records. Ha interrotto gli studi per incidere l'album di debutto. In seguito a controversie con la casa discografica, è poi passata alla Atlantic Records trasferendosi a New York assieme al manager Steve Lunt. Ha vinto il 2006 Meteor Awards diventando la prima artista andata in nomination senza disporre preventivamente di un contratto discografico. L'album di debutto di Izibor, Let the Truth Be Told, è stato distribuito nel maggio 2009. piazzandosi al secondo posto nelle classifiche di vendita irlandesi.

## Cinema e televisione
La musica di Laura Izibor è stata utilizzata tanto nel cinema quanto in televisione. In particolare, la sua canzone From My Heart to Yours è stata inserita in un episodio di Grey's Anatomy e nella serie televisiva Vh1 Tough Love. Il singolo Shine è stato traccia guida del film The Nanny Diaries ed è stato usato per uno spot pubblicitario diffuso in Irlanda. La canzone è stata inserita poi in un episodio di Ghost Whisperer (Cursed, trasmesso per la prima volta nel maggio 2009) e in un commercial della Special K.
La canzone Mmm... figura nei film Step Up 2: The Streets, Why Did I Get Married? e Seven Pounds Will Smith, mentre il brano Carousel fa parte della colonna sonora di P.S. I Love You. Sue musiche sono state utilizzate in Second Chances, episodio della serie MTV The Hills. Ha partecipato come comparsa nel 16º episodio della quinta stagione di Bones "The Parts in the Sum of the Whole" (in Italia "Le parti nella somma del tutto") andato in onda negli USA l'8 aprile 2010 (in Italia il 9 ottobre 2010). Sta inoltre partecipando all'ottava serie del famoso telefilm One Tree Hill, nei panni di una cantautrice ai suoi primi passi nel mondo della musica, con il nome di Erin Macree.

## Critica
Lo stile canoro e compositivo è stato comparato a quella di Corinne Bailey Rae, Alicia Keys; e Joan Armatrading. Nicole Frehsée del periodico Rolling Stone ha definito il suo album di debutto Let the Truth Be Told, una "prova solare che riflette un gusto che riporta al più classico vintage soul". Note ugualmente positive sono venute dal critico britannico Pete Lewis di 'Blues & Soul' che ha descritto l'album come una prova fortemente ancorata al più classico R&B capace di coniugarsi però con sonorità e arrangiamenti pianistici moderni. Infine, Pete Daniel Smith di Sunday Mercury ha sottolineato l'interesse per la sua voce dal marcato timbro soul.

## Discografia

### Album studio
| Anno | Album | Posizione                | Posizione                                           | Posizione                | Posizione           | Note |
| Anno | Album | Irish Albums Chart - IRE | Syndicat National de l'Édition Phonographique - FRA | Mega Album Top 100 - NLD | Billboard 200 - USA | Note |
| ---- | --- | ------------------------ | --------------------------------------------------- | ------------------------ | ------------------- | ---- |
| 2009 | Let the Truth Be Told - Primo album in studio - Distribuzione: 8 maggio 2009 - Etichetta: Atlantic Records | 2                        | 60                                                  | 64                       | 27                  |      |

### Singoli
- 2008: From My Heart to Yours  numero 26 US R&B numero 7 US Urban AC
- 2009: Shine - Distribuita il 27 febbraio 2009 in download digitale su iTunes Store. numero 2 Japan Hot 100 - JP
- 2009: Don't Stay - Distribuito l'11 maggio 2009[18]
- 2009: If Tonight is My Last[19]

#### Canzoni per colonne sonore
- 2008: Carousel (da P.S. I Love You)
- 2008: Mmm... (da Step Up 2: The Streets)